# 1976 v športu
1976 v športu. 
 
Olimpijsko leto. Poletne so se odvile v Montrealu, Kanada, zimske pa v Innsbrucku, Avstrija.

## Avto - moto šport
- Formula 1: James Hunt, Združeno kraljestvo, McLaren - Ford, je slavil s šestimi zmagami in 69 točkami, konstruktorski naslov je šel v roke moštvu Ferrariju, ki je osvojilo 83 točk
- 500 milj Indianapolisa: slavil je Johnny Rutherford, ZDA, z bolidom McLaren/Offenhauser, za moštvo McLaren Cars[1]

## Kolesarstvo
- Tour de France 1976: Lucien Van Impe, Belgija
- Giro d'Italia: Felice Gimondi, Italija

## Košarka
- Pokal evropskih prvakov: Varese
- NBA: Boston Celtics slavijo s 4 proti 2 v zmagah nad Phoenix Suns, MVP finala je bil Jo Jo White[2]
- Olimpijske igre, moški - ZDA so osvojile zlato pred srebrno Jugoslavijo, bron je pripadlo moštvu Sovjetske Zveze[3]

## Nogomet
- Pokal državnih prvakov: Bayern München je slavil z 1-0 proti St-Étienneju[4]
- Evropsko prvenstvo v nogometu - Jugoslavija 1976: Češkoslovaška v finalu slavi nad Zahodno Nemčijo s 5-3 po enajstmetrovkah, po rednem delu je bilo 2 proti 2[5]

## Smučanje
- Alpsko smučanje: 
  - Svetovni pokal v alpskem smučanju, 1976
    - Moški: Ingemar Stenmark, Švedska[6]
    - Ženske: Rosi Mittermaier, Zahodna Nemčija[7]

  - Alpsko smučanje na Zimskih olimpijskih igrah - Innsbruck 1976: 
    - Moški:
    - Slalom: Piero Gros, Italija
    - Veleslalom: Heini Hemmi, Švica
    - Smuk: Franz Klammer, Avstrija
    - Ženske:
    - Slalom: Rosi Mittermaier, Zahodna Nemčija
    - Veleslalom: Kathy Kreiner, Kanada
    - Smuk: Rosi Mittermaier, Zahodna Nemčija
- Nordijsko smučanje: 
  - Smučarski skoki na Zimskih olimpijskih igrah - Innsbruck 1976: 
    - Manjša skakalnica: Hans-Georg Aschenbach, Vzhodna Nemčija
    - Večja skakalnica: Karl Schnabl, Avstrija

## Tenis
- Turnirji Grand Slam za moške:
  - 1. Odprto prvenstvo Avstralije: Mark Edmondson, Avstralija[8]
  - 2. Odprto prvenstvo Francije: Adriano Panatta, Italija
  - 3. Odprto prvenstvo Anglije - Wimbledon: Björn Borg, Švedska[9]
  - 4. Odprto prvenstvo ZDA: Jimmy Connors, ZDA
- Turnirji Grand Slam za ženske:
  - 1. Odprto prvenstvo Avstralije: Evonne Goolagong, Avstralija[10]
  - 2. Odprto prvenstvo Francije: Sue Barker, Združeno kraljestvo
  - 3. Odprto prvenstvo Anglije - Wimbledon: Chris Evert, ZDA[11]
  - 4. Odprto prvenstvo ZDA: Chris Evert, ZDA
- Davisov pokal: Italija slavi s 4-1 nad Čilom[12]

## Hokej na ledu
- NHL - Stanleyjev pokal: Montreal Canadiens slavijo s 4 proti 0 v zmagah nasproti Philadelphia Flyers
- Olimpijada - zlata Sovjetska Zveza je slavila pred srebrno Češkoslovaško, tretja in bronasta je Zahodna Nemčija

## Rojstva
- 15. januar: Drago Grubelnik, slovenski alpski smučar
- 27. januar: Gregor Krajnc, slovenski hokejist
- 27. januar: Karin Roten Meier, švicarska alpska smučarka
- 11. februar: Alenka Dovžan, slovenska alpska smučarka
- 14. februar: Milan Hejduk, češki hokejist
- 21. februar: Ryan Smyth, kanadski hokejist
- 1. marec: Andreas Andreasen, danski hokejist
- 5. marec: Šarūnas Jasikevičius, litovski košarkar
- 8. marec: Chris Clark, ameriški hokejist
- 13. marec: Dejan Zavec, slovenski boksar
- 19. marec: Alessandro Nesta, italijanski nogometaš
- 25. marec: Yavor Hristov, bolgarski lokostrelec
- 25. marec: Vladimir Kličko, ukrajinski boksar
- 29. marec: Jennifer Capriati, ameriška tenisačica
- 5. april: Fernando Morientes, španski nogometaš
- 24. april: Hedda Helene Berntsen, norveška alpska smučarka, telemark smučarka in smučarka prostega sloga
- 27. april: Olaf Tufte, norveški veslač
- 18. maj: Anna Ottosson-Blixth, švedska alpska smučarka
- 19. maj: Kevin Garnett, ameriški košarkar
- 30. maj: Radoslav Nesterović, slovenski košarkar
- 31. maj: Roar Ljøkelsøy, norveški smučarski skakalec
- 8. junij: Lindsay Davenport, ameriška tenisačica
- 23. junij: Patrick Vieira, francoski nogometaš
- 28. junij: Dejan Kralj, slovenski kajakaš na divjih vodah
- 2. julij: Tomáš Vokoun, češki hokejist
- 16. julij: Claudia Alice Riegler-Dénériaz, novozelandska alpska smučarka
- 23. julij: Brigita Langerholc, slovenska atletinja
- 1. avgust: Nwankwo Kanu, nigerijski nogometaš
- 2. avgust: Kati Wilhelm, nemška biatlonka
- 6. avgust: Marko Hiti, slovenski hokejist na travi
- 18. avgust: Gyula Gál, madžarski rokometaš
- 20. avgust: Chris Drury, ameriški hokejist
- 22. avgust: Marlies Oester, švicarska alpska smučarka
- 25. avgust: Fabijan Cipot, slovenski nogometaš
- 27. avgust: Carlos Moyá, španski tenisač
- 27. avgust: Mark Webber, avstralski dirkač Formule 1
- 1. september: Mélanie Suchet , francoska alpska smučarka
- 12. september: Jolanda Batagelj (do leta 2002 Čeplak), slovenska atletinja
- 18. september: Ronaldo, brazilski nogometaš
- 26. september: Michael Ballack, nemški nogometaš
- 27. september: Francesco Totti, italijanski nogometaš
- 4. oktober: Mauro Camoranesi, italijanski nogometaš
- 12. oktober: Kajsa Bergqvist, švedska atletinja
- 14. oktober: Andreas Widhölzl, avstrijski smučarski skakalec
- 16. oktober: Nándor Fazekas, madžarski rokometaš
- 21. oktober: Mélanie Turgeon, kanadska alpska smučarka
- 27. oktober: Jaka Avgustinčič, slovenski hokejist in hokejski trener
- 7. november: Alberto Entrerríos, španski rokometaš
- 22. november: Torsten Frings, nemški nogometaš
- 23. december: Mikael Samuelsson, švedski hokejist
- 23. december: Torsten Jansen, nemški rokometaš
- 25. december: Petar Metličić, hrvaški rokometaš

## Smrti
- 13. februar: Peter Olsen, danski veslač (* 1911)
- 2. marec: Narve Bonna, norveški smučarski skakalec (* 1901)
- 29. marec: Einar Lundell, švedski hokejist (* 1894)
- 9. april: Renato Petronio, italijanski veslač (* 1891)
- 20. maj: Syd Howe, kanadski profesionalni hokejist (* 1911)
- 31. maj: Elmer George, ameriški dirkač  (* 1928)
- 23. julij: Paul Russo, ameriški dirkač Formule 1 (* 1914)
- 8. november: Gottfried von Cramm, nemški tenisač (* 1909)
- 12. november: Clint Benedict, kanadski hokejist (* 1892)
- 30. december: Rudi Fischer, švicarski dirkač Formule 1 (* 1912)